# NGC 4781
NGC 4781 é uma galáxia espiral barrada (SBcd) localizada na direcção da constelação de Virgo. Possui uma declinação de -10° 32' 10" e uma ascensão recta de 12 horas, 54 minutos e 23,6 segundos.
A galáxia NGC 4781 foi descoberta em 25 de Março de 1786 por William Herschel.